# Sol Plaatje
Solomon Tshekisho Plaatje (9 de octubre de 1876 – 19 de junio de 1932) fue un intelectual sudafricano, periodista, lingüista, político, traductor y escritor. Plaatje fue uno de los fundadores y primer Secretario General del Congreso Nacional Nativo sudafricano (SANNC), el cual deveno en el ANC. El municipio Sol Plaatje, el cual incluye la ciudad de Kimberley, fue nombrado en su honor, así como la universidad Sol Plaatje de la misma ciudad, el cual abrió sus puertas en 2014.

## Biografía
Plaatje nació en Doornfontein, Estado Libre Naranja (ahora Provincia Estatal Libre, Sudáfrica), el sexto de ocho hijos.[2] El nombre de su abuelo era Selogilwe Mogodi pero su empleador le apodó Plaatje y la familia empezó utilizar este como apellido. Sus padres Johannes y Martha eran miembros del Tsuana tribu. Eran cristianos y trabajaban para misioneros en estaciones de misión en Sudáfrica. Cuándo Solomon eran cuatro, la familia se mudó a Pniel Kimberley cercana a Colonia de Cabo para trabajar para un misionero alemán, Ernst Westphal y su mujer Wilhelmine. Allí recibió educación misionera. Cuando superó a sus compañeros aprendices, la Sra. Westphal le dio clases privadas adicionales, que le enseñaron a tocar el piano y el violín y le dieron clases de canto.[2] En febrero de 1892, a los 15 años, se convirtió en maestro de alumnos, cargo que ocupó durante dos años.
Después de dejar la escuela, se mudó a Kimberley en 1894 donde se convirtió en un mensajero de telégrafo para la Oficina de Correos.[2] Posteriormente pasó el examen clerical (el más alto de la colonia) con mejores notas que cualquier otro candidato en holandés y mecanografía (informado por Neil Parsons en su prólogo a Native Life en Sudáfrica, Antes y después de la guerra europea y la rebelión bóer.[3] En ese momento, Colonia del Cabo tenía derecho a voto calificado para todos los hombres de 21 años o más, la calificación de que podían leer y escribir en inglés u holandés y ganar más de 50 libras al año. Por lo tanto, cuando cumplió 21 años en 1897, pudo votar, un derecho que más tarde perdería cuando terminara el gobierno británico.[2]
Poco después, se convirtió en intérprete judicial de las autoridades británicas durante el Asedio de Mafeking y llevó un diario de sus experiencias publicadas póstumamente.[2]
Después de la guerra, se mostró optimista de que los británicos continuarían otorgando el voto calificado a todos los hombres, pero otorgaron derechos políticos a los blancos solo en la Unión de Sudáfrica en 1910. Plaatje criticó a los británicos en un manuscrito inédito de 1909 titulado "Sekgoma – el Dreyfus Negro."[3]

## Carrera

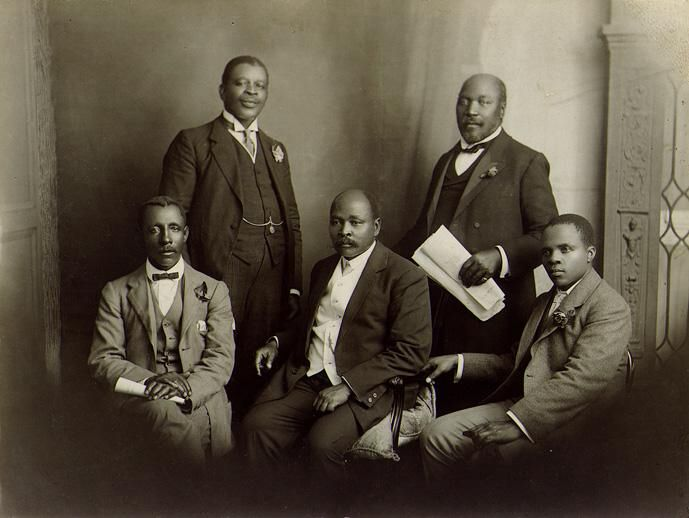
La delegación del Congreso Nacional Nativo Sudafricano a Inglaterra, junio de 1914. De izquierda a derecha: Thomas Mapike, Rev. Walter Rubusana, Rev. John Dube, Saul Msane, Sol Plaatje

Como activista y político, pasó gran parte de su vida en la lucha por el derecho al voto y la liberación del pueblo africano. Fue miembro fundador y primer Secretario General del Congreso Nacional Nativo de Sudáfrica (SANNC), que se convertiría en el Congreso Nacional Africano (ANC) diez años después. Como miembro de una delegación de SANNC viajó a Inglaterra para protestar contra la Ley de Tierras Nativas de 1913, y más tarde a Canadá y Estados Unidos, donde conoció a Marcus Garvey y W. E. B. Du Bois.
Mientras crecía hablando el idioma Tsuana, Plaatje se convertiría en un políglota. Fluido en al menos siete idiomas, trabajó como intérprete judicial durante el Sitio de Mafeking, y tradujo obras de William Shakespeare a Tsuana. Su talento para el lenguaje lo llevaría a una carrera en periodismo y escritura. Fue editor y copropietario de Koranta ea Becoana (Bechuana Gazette) en Mafikeng, y en Kimberley Tsala ea Becoana (Amigo Bechuana) y Tsala ea Batho (El amigo del pueblo).
Plaatje fue el primer sudafricano negro en escribir una novela en inglés: Mhudi. Escribió la novela en 1919, pero no se publicó hasta 1930. En 1928, el escritor zulú R. R. R. Dhlomo publicó una novela en inglés, titulada An African Tragedy, en la prensa misionera Lovedale, en Alice. Esto hace que la novela de Dhlomo sea la primera novela sudafricana negra publicada en inglés, aunque Mhudi de Plaatje había sido escrito primero. También escribió Native Life in South Africa, que Neil Parsons describe como "uno de los libros más notables sobre África por uno de los escritores más notables del continente",[3] y Boer War Diary que se publicó por primera vez 40 años después de su muerte.

## Actuación

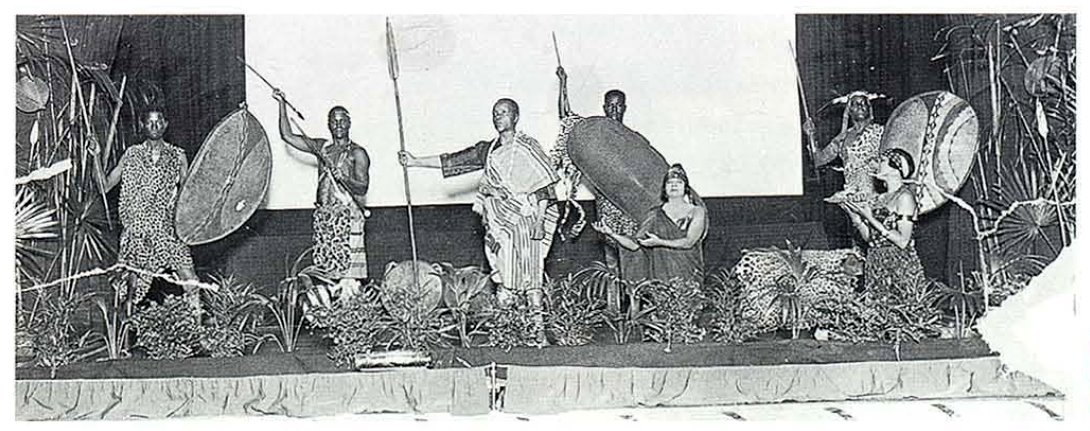
Una escena del espectáculo de etapa de Cuna del Mundo, 1923. Sol Plaatje es etapa de centro.

Plaatje hizo tres visitas a Gran Bretaña. Allí conoció a muchas personas con puntos de vista similares. Uno de ellos fue el empresario de cine y teatro George Lattimore, que en 1923 promocionaba con Pathé, Cradle of the World, la "película de viajes más maravillosa y emocionante que se haya proyectado". En una carta al pan-africanista W. E. B. Du Bois, Lattimore informó que estaba teniendo una "carrera exitosa" en la Philharmonic Hall de Londres. El espectáculo, que tenía el carácter de revista, incluía música en vivo y canto. Plaatje fue reclutado por Lattimore para tomar el papel de un miembro de una tribu africana.

## Vida personal
Plaatje era un cristiano comprometido y organizó un grupo de fraternidad llamado Hermandad Cristiana en Kimberley. Estaba casado con Elizabeth Lilith M'belle, una unión que produciría cinco hijos: Frederick, Halley, Richard, Violet y Olive. Murió de neumonía en Pimville, Johannesburgo el 19 de junio de 1932 y fue enterrado en Kimberley. Más de mil personas asistieron al funeral.

## Reconocimiento y legado
- 1935: tres años después de su muerte, se erigió una lápida sobre la tumba de Plaatje con la inscripción: "I Khutse Morolong: Modiredi Wa Afrika - Descanse en paz Morolong, servidor de África".

Décadas pasaron antes de que Plaatje comenzara a recibir el reconocimiento que merecía. "Gran parte de lo que procuró no llegó a nada", escribe su biógrafo Brian Willan, "su carrera política fue olvidada gradualmente, sus manuscritos fueron perdidos o destruidos, sus libros publicados en gran parte sin leer. Su novela Mhudi no formaba parte de ninguna tradición literaria, y fue considerado por mucho tiempo como poco más que una curiosidad ".
- 1970s: El interés se agitó en el legado periodístico y literario de Plaatje a través del trabajo de John Comaroff (que editó para publicación The Boer War Diary of Sol T. Plaatje), y de Tim Couzens y Stephen Gray (quien centró la atención en la novela de Sol Plaatje, Mhudi).
- 1978: Mhudi fue reeditado bajo la guía editorial de Stephen Gray.[5]
- 1982: Native Life in South Africa: Before and Since the European War and the Boer Rebellion (1916) era republicado por Ravan Prensa.[6]
- 1982: la Asociación de Escritores africana instituyó el premio a la prosa Sol Plaatje (junto al premio de Drama H. I. E. y R. R. R. Dhlomo y el S. E. K. Mqhayi Premio de poesía).
- 1984: Brian Willan publicó su biografía, Sol Plaatje: South African Nationalist, 1876–1932 .
- 1991: El Museo y Fideicomiso Educativo Sol Plaatje, ubicado en la casa Kimberley de Plaatje en 32 Angel Street, fue inaugurado, promoviendo activamente su legado escrito.[7]
- 1992: la casa en 32 Angel Street en Kimberley, donde Plaatje pasó sus últimos años, fue declarada monumento nacional (ahora patrimonio de la provincia). Continúa como el Museo y Biblioteca Sol Plaatje, administrado por el Fideicomiso Educativo Sol Plaatje, con fondos de donantes. En la década de 2000, Sol Plaatje Educational Trust publicó biografías de Plaatje de Maureen Rall y Sabata-Mpho Mokae.[8]
- Alrededor de 1995: el municipio de Sol Plaatje (Kimberley) en la provincia de Cabo del Norte de Sudáfrica fue nombrado en honor de Plaatje.
- 1998: un doctorado honorario fue otorgado póstumamente en Plaatje por la Universidad del Noroeste, con varios de sus descendientes presentes.[9]
- 1998: la tumba de Plaatje en el West End Cemetery, Kimberley, fue declarada monumento nacional (ahora patrimonio de la provincia). Fue la segunda tumba en la historia de Sudáfrica en recibir el estatus de monumento nacional.[10]
- 2000: el anunciante de Diamond Fields lanzó el Sol T Plaatje Memorial Award para honrar al mejor Setswana y al mejor matriculador de inglés cada año en Cabo del Norte. Los primeros destinatarios son Claire Reddie (inglés) y Neo Molefi (Setsuana).
- 2000: el edificio del Departamento de Educación en Pretoria pasó a denominarse Casa Sol Plaatje, el 15 de junio de 2000, "en honor a este gigante político y consumado educador".
- 2000: la Oficina de Correos de Sudáfrica emitió una serie de sellos con escritores de la Guerra Bóer, con Plaatje apareciendo en la estampilla de 1.30 Rand. La serie también incluye a Sir Arthur Conan Doyle, Winston Churchill, Johanna Brandt y la Medalla de Guerra Anglo-Bóer.
- 2000: el Congreso Nacional Africano inició el Premio Sol Plaatje, uno de los premios anuales al logro. El Premio Sol Plaatje reconoce la rama ANC con mejor desempeño.
- 2002: El Instituto de Liderazgo de Medios Sol Plaatje se estableció dentro del Departamento de Periodismo y Estudios de Medios de la Universidad de Rhodes.[11]
- 2005: la presa de Saulspoort pasó a denominarse presa de Sol Plaatje, aunque no en honor al hombre de Sol Plaatje, sino en recuerdo de 41 trabajadores municipales de Sol Plaatje que se ahogaron en un desastre de autobús el 1 de mayo de 2003.[12][13]
- 2007: El Premio Sol Plaatje de Traducción fue instituido por la Academia de Inglés de Sudáfrica, otorgado dos veces al año para la traducción de prosa o poesía al inglés desde cualquiera de los otros idiomas oficiales de Sudáfrica.
- 2009: se puso en servicio la central eléctrica Sol Plaatje en la presa Sol Plaatje, la primera pequeña central hidroeléctrica comercial construida en Sudáfrica en 22 años.
- 2009: Sol Plaatje fue honrado en el Premio literario póstumo otorgado por los Premios literarios sudafricanos.[14][15]
- 2010: el primer Festival Plaatje, celebrado en Mahikeng, organizado por los Departamentos de Deportes, Artes y Cultura y Educación del Noroeste, los días 5 y 6 de noviembre de 2010. Reunió a descendientes, poetas, periodistas, académicos, lingüistas, Plaatje y Molema. Reunió educadores y estudiantes, quienes "rindieron homenaje a este brillante hombre de letras Setswana".
- 2010: una estatua de Sol Plaatje, sentado y escribiendo en un escritorio, fue presentada en Kimberley por el presidente sudafricano Jacob Zuma el 9 de enero de 2010, el 98 aniversario de la fundación del Congreso Nacional Africano. Por el escultor Johan Moolman, fue erigido en el Centro Cívico de Kimberley, anteriormente el Campamento Malay, y ubicado aproximadamente donde Plaatje tuvo su imprenta en 1910 - 13.
- 2011: se inauguró el Concurso de Poesía Sol Plaatje de la Unión Europea, en honor al "espíritu del legendario intelectual, Sol Plaatje, el activista, lingüista y traductor, novelista, periodista y líder". El trabajo de los ganadores ha sido publicado en una antología anual desde la inauguración de la competencia.[16]
- 2012: Seetsele Modiri Molema Lover of his people: a biography of Sol Plaatje fue publicada . Traducido y editado por DS Matjila y Karen Haire, el manuscrito, Sol T. Plaatje: Morata Wabo, que data de la década de 1960, fue la primera biografía de Plaatje escrita en su lengua materna, Setsuana, y la única biografía de un libro escrita por alguien que realmente conocía a Plaatje.
- 2013: la designación de la Universidad Sol Plaatje en Kimberley, que se inauguró en 2014, fue anunciada por el presidente Jacob Zuma el 25 de julio de 2013.[17]
- 2013: el cambio de nombre de UNISA Florida Campus Library como Biblioteca Sol Plaatje, fue presentada el 30 de julio de 2013.
- Las escuelas en Kimberley y Mahikeng llevan el nombre de Sol Plaatje.